# Airi Hatakeyama
Airi Hatakeyama (Tama, 16 agosto 1994) è una ginnasta giapponese.